# Château de Poussey
Le château de Poussey (aujourd'hui disparu) était un château féodal situé à Maizières-la-Grande-Paroisse dans l'Aube.
Il est distinct d'une demeure bourgeoise, actuel "château" de Poussey, aménagée dans les communs d'un édifice féodal détruit.
Le fief de Poussey (ou Poussay) était le siège d'une des quatre baronnies relevant de l'évêque de Troyes.

## Description
Anciennement appelée "La Cour", ce château se composait d'un corps de logis, de quatre tours, d'un pont-levis, d'une porte cochère surmontée d'un pavillon, le tout entouré de murailles et fossés.
Le château a été détruit à la fin du XVIIe ou au XVIIIe siècle.

## Historique

### La seigneurie
Elle est citée dès 914 et formait alors l'une des baronnies de La Crosse.
Les seigneurs de Poussey avaient droit de justice sur les habitants de Poussey, Maizières et Origny.

### Liste des seigneurs de Poussey
- Anségise [1] (914-970), évêque
- la famille de Mesgrigny, à partir de Jean Ier de Mesgrigny[5], né vers 1310[5]
- Edmond Maret[5], du chef de sa femme Claude de Mesgrigny
- la famille Raguier, à partir de 1479[5], par achat de Louis Raguier, évêque de Troyes, et de son neveu Dreux Raguier, échanson du roi. La famille Raguier est celle qui posséda le plus longtemps la seigneurie de Poussey[1],[5]. Qualifiés marquis de Poussey à partir de 1644[5], les membres de cette famille ont conservé le fief jusqu'à Anne Raguier, marquis de Poussey (mort après 1735[5])[6], dont la fille épousa en 1713[1] Jean-Charles de Mesgrigny, comte d'Aunay
- la famille de Mesgrigny, de nouveau, après le mariage de 1713 cité ci-dessus
- Louis II Le Peletier de Rosambo, de 1761 à 1791, dernier seigneur de Poussey [2].
- François-Étienne Lenoir de Balay, par achat du 29 janvier 1791
- Jean-Louis Bayle, qui devint seigneur de Poussey en vertu du legs de sa cousine Mme Lenoir de Balay.